# Norrtälje
Norrtälje est une ville de Suède, chef-lieu de la commune de Norrtälje dans le comté de Stockholm. 16 263 personnes y vivent. Elle se trouve à égale distance de Stockholm (68 km) et Uppsala (72 km).

## Personnalités liée à la commune
- Robbin Sellin (1990-), footballeur né à Norrtälje.

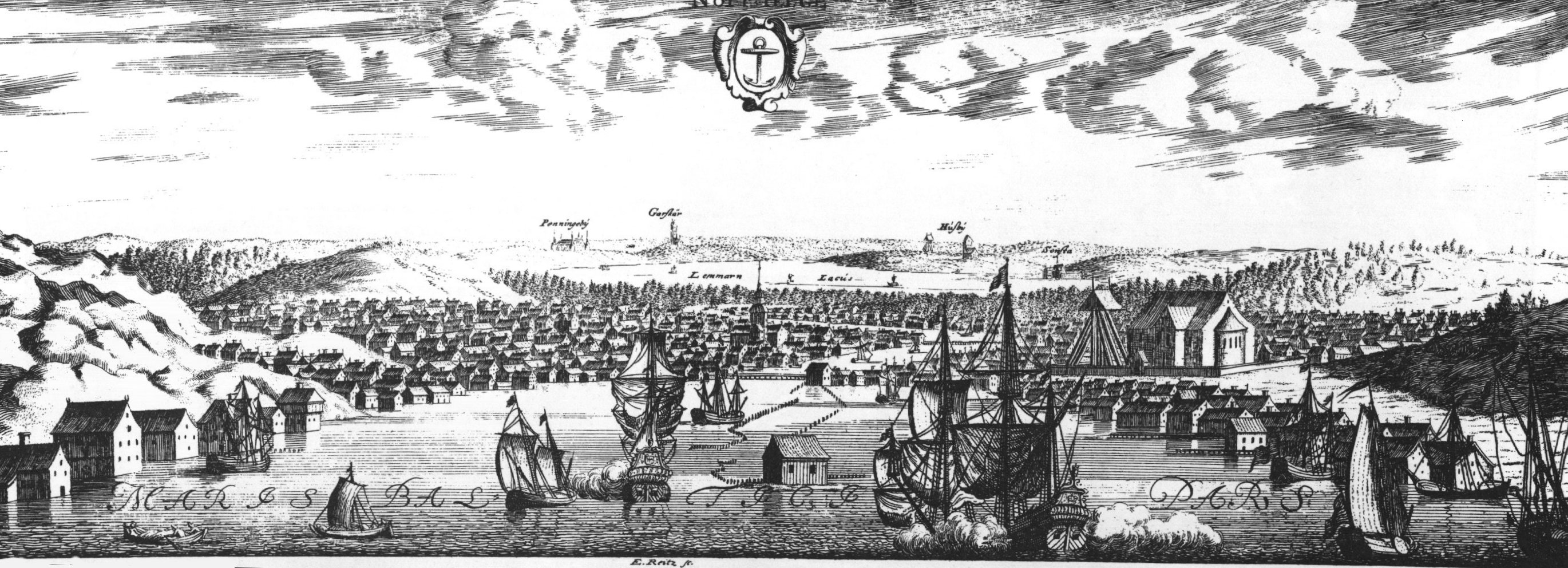
Norrtälje environ AD 1700. de Suecia antiqua et hodierna.